# 长白山天池
天池（：／ Cheonji */?，转写：tamun），又名龙潭、长白山天池，在朝鲜半岛称白头山天池（：／），是中華人民共和國和朝鲜民主主义人民共和国的界湖，位於中国吉林省南部，朝鲜兩江道北部。天池是長白山的火山口湖，为中国最深的湖泊，水面高度及面積都要远远超过新疆的天山天池。天池是松花江、图们江、鸭绿江三江之源。

## 地理環境
长白山是一座休眠火山。在1702年火山喷发后，长白山主峰山顶形成了盆状的火山口。天池便是火山口积水形成的湖泊，成椭圆形，水面海拔2194米，面積為9.165平方公里，周長14.4公里，水深平均204米，最深373米。水量為19億5,500萬立方公呎，相当纯净，无高等生物。由于海拔高加之所处纬度也高，湖水温度终年较低，夏季只有8－10摄氏度，冰期也较长，从11月到次年6月中旬长达7月。冬季湖面冰层很厚，可达1米左右，天池周边岩壁陡峭，高峰林立，高大的长白山火山体成为太平洋海洋气流和西伯利亚大陆气流的屏障，迫使两股气流上升并在火山口附近交汇，造成长白山的降水量和相对湿度都比山下高很多。
天池虽然降雨量充沛，且水质纯净，但鲜有鱼类出没。有分析认为夏季天池凉爽短促，冬季严寒，冰封期长，水中含氧量极低，且周遭岩石裸露，植被稀少，天池不具备鱼类生存条件。但参照2010年11月25日－26日的《走进科学》中长白山自然博物馆朴馆长所描述，自从80年代末开始就已经有鱼类出现，有的长达50厘米，例如“花羔红点鲑”，但由于长白山天池为中朝共同拥有，所以不排除朝方做鱼类水质相存活实验而将鱼类养放于天池中的可能。

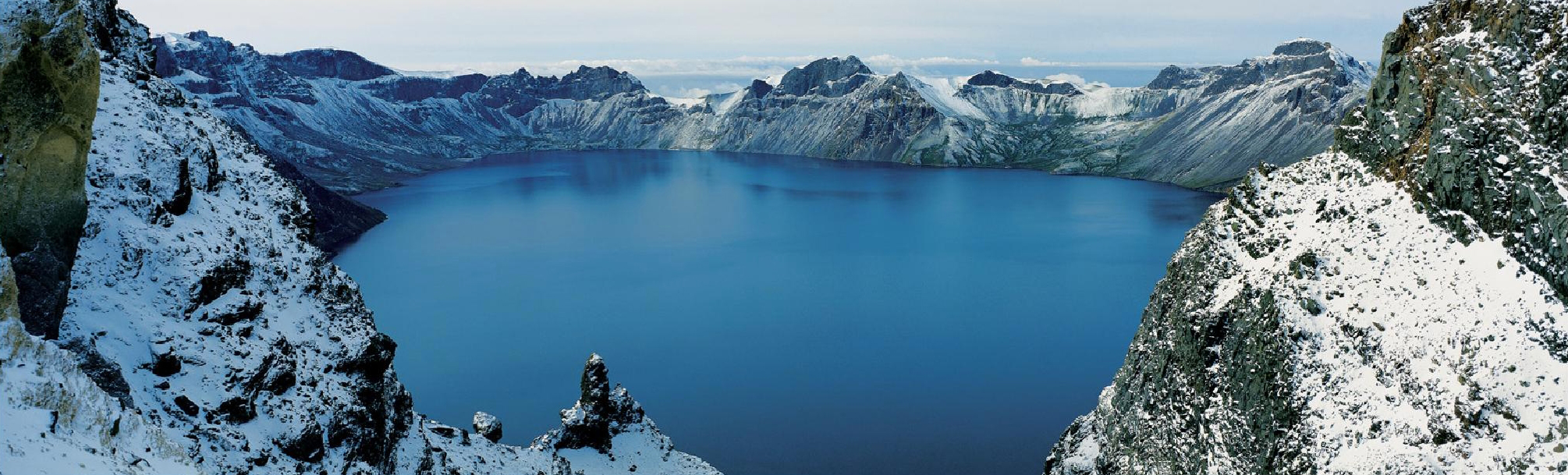
被冰雪覆盖的天池
6月凍結的天池
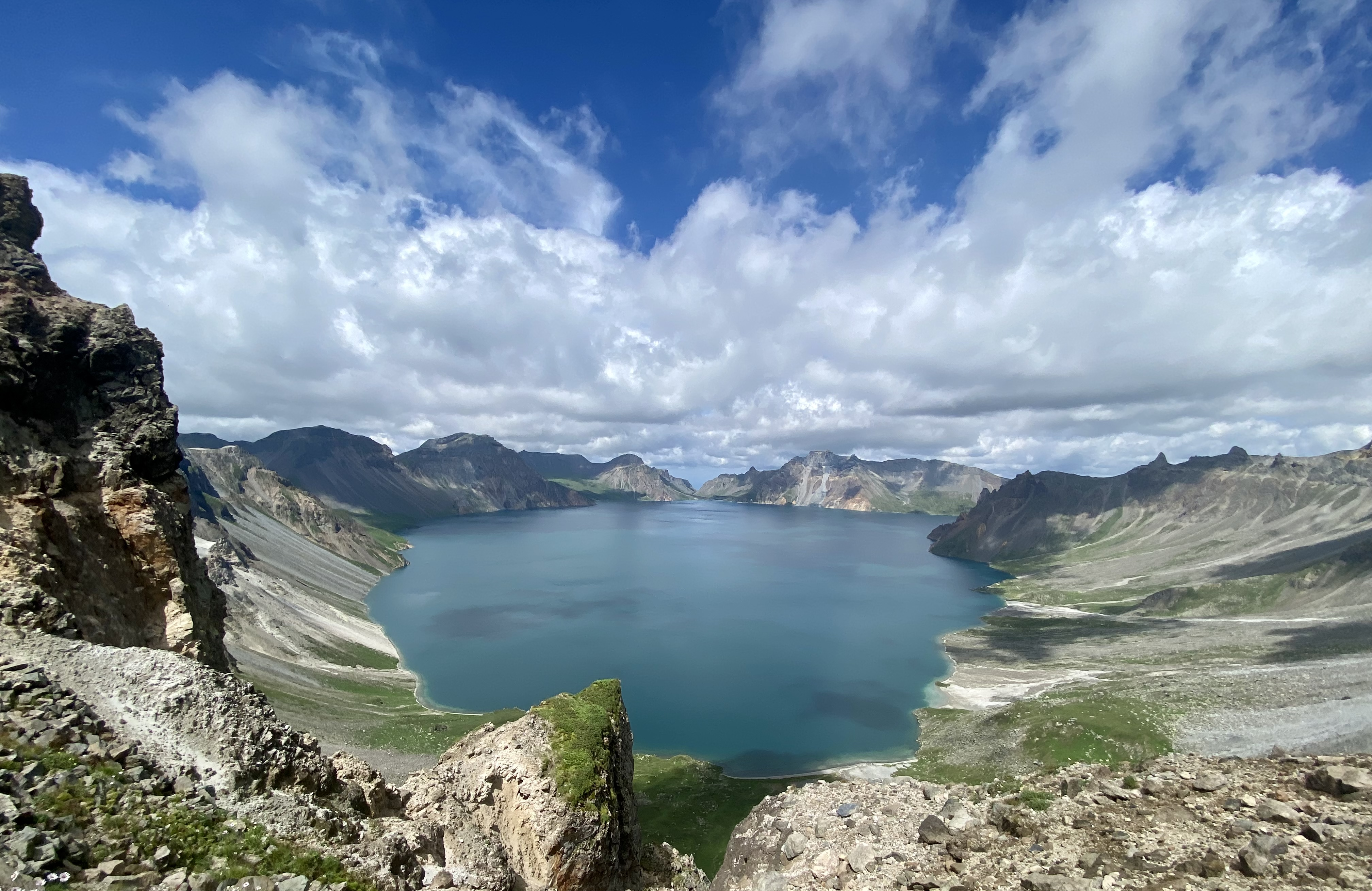
8月的天池
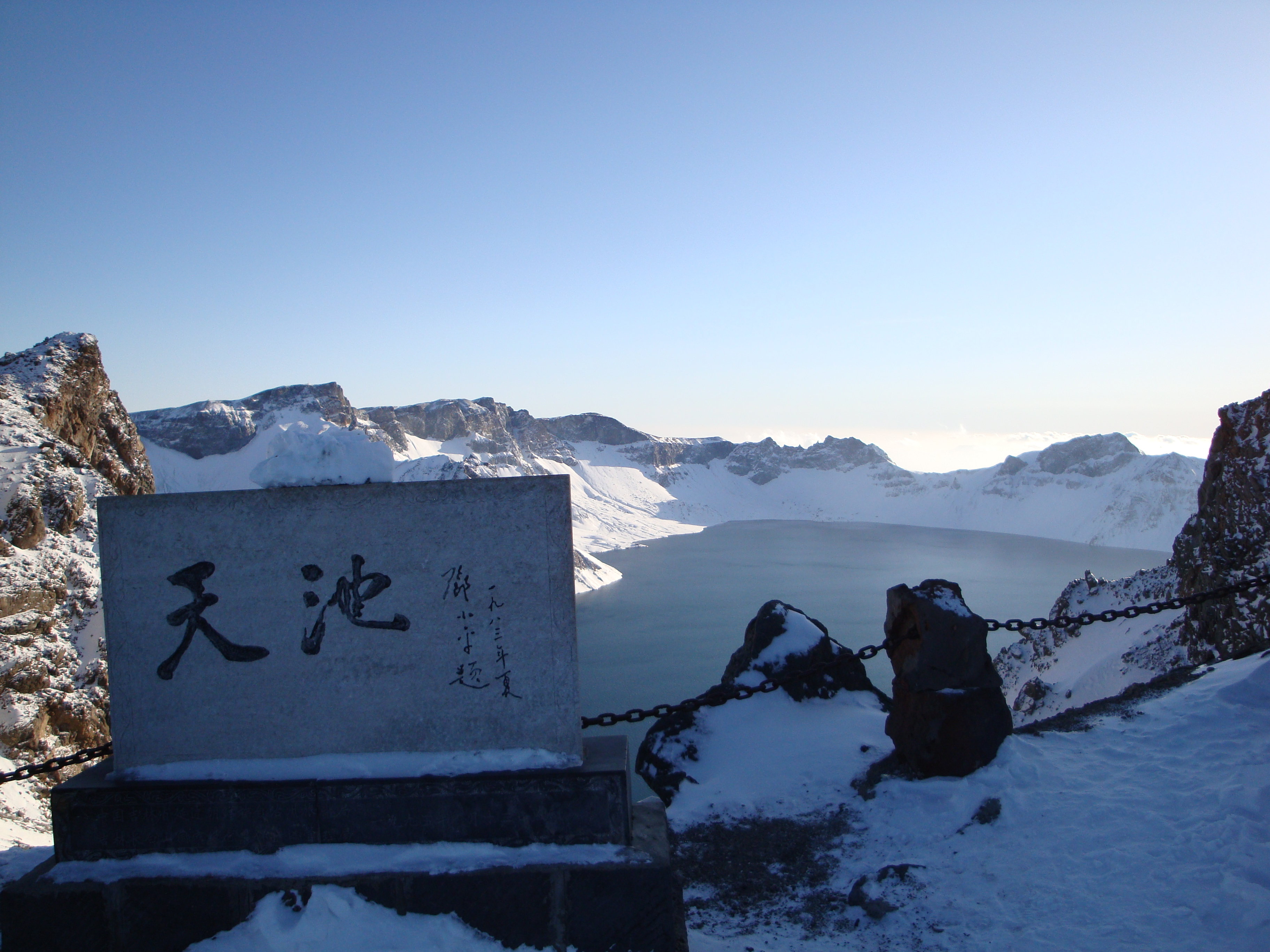
邓小平题词

## 地质历史
长白山天池火山是中国境内保存最完整的新生代多成因复合型火山。岩浆从最初的碱性玄武岩演化至粗面岩，和现在的碱流岩（碱性流纹岩）。火山活动划分为三个阶段：
1. 造盾喷发：从上新世末到早更新世，长白山区地壳活动加剧，强烈隆起，并涌出玄武岩浆。天池火山口，以及周围的数十个大小火山口喷出的橄榄玄武岩质浆呈放射状向周围漫流，形成火山盾，构成了天池火山的基座。玄武岩盾坡度<4°，分布面积7200km2。在天池造盾喷发期间也伴随裂隙式喷发，熔岩盾南部和东部都发生过岩墙传导式裂隙喷发，与冒纳罗亚熔岩盾东侧断裂谷的裂隙喷发十分相似。熔岩流分成8个流动单元，流动距离在30－50km内，宽度5km左右
  - 头道组：以结壳熔岩为主体构造类型的带状，面状复合熔岩流，191－426万年前
  - 早白山组：致密块状二道玄武岩为主
  - 晚白山组
  - 老房子小山组（31－58万年前）
  - 头道组
2. 造锥喷发：持续于整个更新世。岩浆为粗面岩和碱流岩为主。喷发方式是天池的中心式溢流，分成了四个阶段：
  - 第一阶段：喷发于100±3万年前，主要见于火山锥体南侧和北侧的下部层位。海拔标高一般在1700－2000m之间。
  - 第二阶段：喷发于年龄为61.1±1.5万年至55.1±0.24万年前。在火山锥体中下部呈环状分布。海拔标高在1000－1900m之间。该期中，大约58万年前，长白山发生了较强烈的大爆发，也是长白山首次大规模爆发，规模在喷发指数6。
  - 第三阶段：喷发于44±1.5万年至25±0.5万年前。喷发物分布于锥体中上部。天池破火山口内壁的岩石主要形成于这一期次。海拔标高1700－2200m。破火山口内本阶段喷发物2200－2600m。该期初始阶段（45万年前）有一次极其强大的熔结凝灰岩爆破式喷发，喷发指数7。
  - 第四阶段：喷发始于20±4万年前。最年轻最大的造锥喷发在4万年前，喷发指数>=4。喷发物在天池火山锥近顶部，海拔标高2200－2600m。
3. 造熔结凝灰岩（伊格尼姆岩）大爆发：从全新世开始。十分活跃。在7822±210年前、6440±110年、3345±138年前、2130±80年前、AD946年11月3日、947年2月7日、1014年4月以后延续到了1019年正月、公元1124年5月14日、公元1199年5月持续到1201年12月28日、1265年4月15日、1373年4月－5月、1597年8月26日（明万历二十五年）、1668年6月（清康熙七年）、1702年6月9日（清康熙四十一年）爆破式喷发、1898年天池水下喷发、1903年天池水下喷发。特大规模喷发有两期：
  - 第一期：在4105±90年前，称作“天文峰喷发”。为第一次大型造伊格尼母岩喷发，普林尼式火山喷发
  - 第二期：1199－1201年的“千年大喷发”。喷发总体积161.6±7.8km3，释放SO22000万吨。喷发后6个月欧亚大陆中部降温降温超过2.25℃。

## 旅游
长白山比较适合夏秋季游览，冬季的长白山虽然美丽，但气温很低，最冷达到零下四十多度。现有配套设施相对完善的北坡与西坡开放。

## 主權

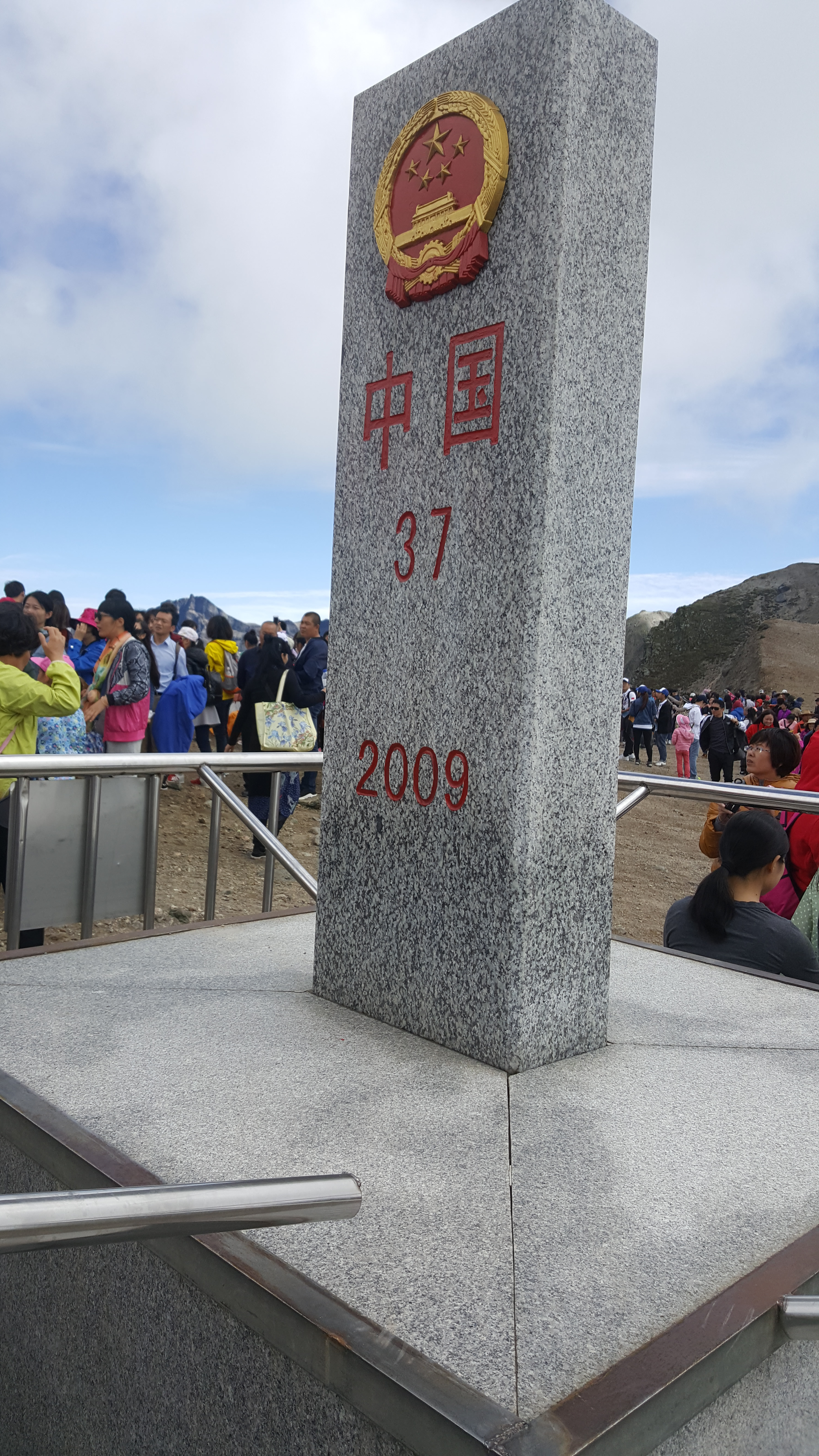
中朝边境线在长白山西坡的界碑

1712年，大清与朝鮮王朝在长白山南麓的分水岭确定界碑，长白山主峰及天池皆在中国版图内。朝鲜历史上的古地图大东舆地图中，定界碑及图们江源都在天池以南，也说明了长白山天池在中国境内，之后的中华民国以及日本扶持的傀儡政权满洲国均延续了此界限。
1962年的中朝边界条约规定过境线通过天池，并将此线以南地区划给朝鲜民主主义人民共和国。较之清朝时的边界协议，中华人民共和国放弃了部分领土（包括54%左右的天池面积）给北朝鲜，而北朝鲜得到一部分天池后立刻将白头峰改名“将军峰”。但韩国方面亦有研究者认为，朝鲜也在此条约中将部分领土划给中国。由于該界约在当时并未公开，大韓民國一直沒有加入討論，即使现今仍有部分地图依照原界线将天池全境划为中国领土，例如俄羅斯的地圖便認定天池屬於中國，而中方是否按領土變更法律批准形成效力也成謎。不過在韓國NAVER地圖上，或在2018年9月21日前把天池整個劃入韓方。但在2020年10月6日查证时，目前标注为中朝共有。
根据中华人民共和国自然资源部2023年2月6日发布的《公开地图内容表示规范》第十五条规定：长白山天池为中、朝界湖，湖名“长白山天池（白头山天池）”注国界内，不能简称“天池”。